# MRPS7
MRPS7‏ (Mitochondrial ribosomal protein S7) هوَ بروتين يُشَفر بواسطة جين MRPS7 في الإنسان.